# Cebrennus tunetanus
Cebrennus tunetanus là một loài nhện trong họ Sparassidae.
Loài này thuộc chi Cebrennus. Cebrennus tunetanus được Eugène Simon miêu tả năm 1885.